# Hemitriccus zosterops
El titirijí ojiblanco (Hemitriccus zosterops), también denominado picochato ojiblanco (en Colombia y Venezuela), tirano todi ojiblanco (en Ecuador) o tirano-todi de ojo blanco (en Perú) es una especie de ave paseriforme de la familia Tyrannidae perteneciente al numeroso género Hemitriccus. Es nativo de Sudamérica, en el escudo guayanés y en el norte y noroeste de la cuenca del Amazonas.

## Distribución y hábitat
Ocupa una franja que se extiende por el norte de la cuenca del Amazonas y la del río Orinoco. Se distribuye desde el sur de Colombia, hacia el este por el norte de Brasil (al norte del río Amazonas), sur de Venezuela, Guyana, Surinam y Guayana francesa, hacia el sur por el este de Ecuador y noreste de Perú.
Esta especie es considerada poco común en su hábitat natural: el estrato medio y bajo de las selvas húmedas tropicales, hasta los 1000 metros de altitud.

## Descripción
El titirijí ojiblanco mide un promedio de 11,2 cm de longitud. Sus partes superiores son de color pardo oliváceo, con la frente y los laterales de la cabeza más grisáceos. Su garganta es grisácea y su fuerte y puntiagudo pico es negro. Presenta finos anillos oculares blancos que le dan nombre. Sus alas son negruzcas listadas en amarillo claro. Sus partes inferiores y la parte inferior de sus rémiges son de color amarillento claro, con el pecho y flancos salpicados de verde oliváceo.

## Comportamiento
Este es un monótono pequeño tiránido de las selvas altas y densas. Ave inconspícua que se encarama solitaria o en pares en el estrato medio del dosel, fácil de ser ignorado hasta que se reconoce el canto del macho.

### Vocalización
El canto, repetido incansablemente, es un staccato simple «pik, pik-pik-pik-pik» algunas veces acelerado para «pik-pik-pik-pikpikpikpik».

## Sistemática

### Descripción original
La especie H. zosterops fue descrita por primera vez por el ornitólogo austríaco August von Pelzeln en 1868 bajo el nombre científico Euscarthmus zosterops; la localidad tipo es: «Marabitanas, Río Negro, Brasil».

## Etimología
El nombre genérico masculino «Hemitriccus» se compone de las palabras del griego « ἡμι hēmi» que significa ‘pequeño’, y « τρικκος trikkos»: pequeño pájaro no identificado; en ornitología, «triccus» significa «atrapamoscas tirano»; y el nombre de la especie «zosterops» se compone de las palabras del griego «zōstēr» que significa ‘anillo’, y «ōps», que significa ‘ojo’.

### Taxonomía
Anteriormente situada en el género Euscarthmornis y más recientemente, en Idioptilon, ambos ahora obsoletos. Por mucho tiempo fue considerada conespecífica con Hemitriccus griseipectus, pero las dos exhiben notorias diferencias de plumaje y voz. Las poblaciones de la Amazonia oriental son vocalmente distintas de aquellas al oeste de  los ríos Branco y Negro, sugiriendo que puede haber dos especies envueltas; aves de la Guayana francesa fueron descritas como la subespecie rothschildi (actualmente sinónimo de la nominal) y tal nombre estaría disponible para la forma oriental, si probado ser una especie separada. Los límites entre la subespecie nominal y flaviviridis son inciertos, y ha sido propuesta su unión por algunos autores.
La presente especie fue dividida en H. zosterops y H. griseipectus siguiendo el Comité de Clasificación de Sudamérica (SACC) (2005).

### Subespecies
Según las clasificaciones del Congreso Ornitológico Internacional (IOC) y Clements Checklist,  se reconocen dos subespecies, con su correspondiente distribución geográfica:
- Hemitriccus zosterops zosterops (Pelzeln, 1868) – sureste de Colombia (Caquetá, Vaupés), este de Ecuador y noreste del Perú (Loreto) a través del sur de Venezuela (sur de Amazonas) y la mayoría de Brasil al norte del Río Amazonas (Amazonas, noroeste de Pará, Amapá) hasta el este de Surinam y la Guayana francesa.
- Hemitriccus zosterops flaviviridis (J.T. Zimmer, 1940) – norte del Perú (centro de Amazonas, norte de San Martín).